# Аскеров, Руслан Максимович
Руслан Максимович Аскеров (16 ноября 1992, с. Ашага-Стал, Сулейман-Стальский район, Дагестан, Россия) — российский дзюдоист и самбист, победитель и призёр Сурдлимпийских игр по дзюдо. Заслуженный мастер спорта России (спорт глухих).

## Биография
Является воспитанником ДЮСШ Сулейман-Стальского района, тренируется под руководством Тельмана Курбанова и Шамиля Алиева. В июле 2017 года в турецком Самсуне Руслан Аскеров стал победителем Сурдлимпийских игр в личном зачёте, а в команде стал серебряным призёром. В мае 2019 года в городе Зеленограде Московской области стал бронзовым призёром чемпионата России по дзюдо. В апреле 2021 года в Москве выиграл чемпионат России по самбо. В мае 2021 года в Зеленограде выиграл чемпионат России среди спортсменов с нарушениями слуха. В конце октября 2021 года в Париже стал чемпионом мира среди слабослышащих.